# 대구신월초등학교
대구신월초등학교(大邱新月初等學校)는 대한민국 대구광역시 달서구 월성동에 있는 공립 초등학교이다. 교목은 소나무이고 교화는 개나리이다.

## 역사
- 2006.05.25. 학교설립인가
- 2007.08.24. 임대형(BTL) 민간투자사업 협약
- 2007.09.03. 대구달천초등학교 신축공사 착공
- 2008.06.01. 신설교 관리 교장으로 곽우순 대구월배초등학교 교장 임명
- 2008.08.17. 준공 검사 완료
- 2008.09.01. 초대 곽우순 교장 및 교직원 (42명) 부임, 22학급 편성
- 2010.03.01. 방과후학교시범학교(2010.03.01~2011.02.28.)
- 2011.02.11. 제 3회 졸업(졸업생 206명)
- 2011.03.01. 42학급으로 증설 편성, 병설유치원 2학급(종일반 1학급) 편성
- 2011.12.28. 초대 곽우순 교장 퇴직
- 2012.03.02. 2대 교장 김현자
- 2014.03.01. 3대 교장 노중현
- 2016.03.01. 4대 교장 이종문
- 2020.03.01. 5대 교장 김희자
- 2022.03.01. 6대 교장 황정하